# Eurocard (creditcard)

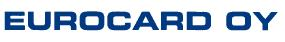
Logo

De Eurocard is een creditcard die in 1964 door een telg uit de Zweedse familie Wallenberg werd geïntroduceerd als antwoord op American Express.
Eén jaar later werd in Brussel de Eurocard International N.V. opgericht als organisatie waar Europese banken zich bij zouden aansluiten. In 1968 ging het bedrijf een strategische alliantie aan met MasterCard International, Inc., waardoor het netwerk voor klanten van beide bedrijven groter werd. Hierdoor kreeg MasterCard in Europa voet aan de grond, terwijl de Eurocard internationaal te gebruiken zou zijn. Later zou Eurocard International in licentie MasterCards uit gaan geven.
In 1992 fuseerden Eurocard International N.V., Eurocheque International C.V. en Eurocheque International Holding N.V. tot Europay International SA en verhuisde naar Waterloo (België). In 2002 fuseerden de partners Europay en MasterCard tot MasterCard Worldwide en het hoofdkantoor in België werd het hoofdkantoor van de Europese divisie. In 2008 nam de Zweedse Skandinaviska Enskilda Banken de Eurocard over. Het MasterCard-logo op de pasjes is echter behouden gebleven.